# Évêché titulaire d'Obbi
Obbi est le nom d'un diocèse de l'église primitive aujourd'hui désaffecté.
Son nom est utilisé comme siège titulaire pour un évêque chargé d'une autre mission que la conduite d'un diocèse contemporain.
Il est actuellement porté par Adriano Tomasi (es), évêque auxiliaire de Lima (Pérou).

## Situation géographique
Ce diocèse était situé en Maurétanie césarienne, dans l'Algérie actuelle.

## Liste des évêques contemporains titulaires de ce diocèse
| Début      | Fin        | Origine   | Nom                         | Fonction exercée                 |
| ---------- | ---------- | --------- | --------------------------- | -------------------------------- |
| 16/01/1965 | 03/07/1967 | Portugal  | Manuel Ferreira Cabral (pt) | Évêque auxiliaire de Braga       |
| 03/11/1967 | 07/09/1970 | Suisse    | Franziskus von Streng       | Évêque émérite de Bâle et Lugano |
| 21/10/1970 | 21/07/1971 | France    | Henri Derouet               | Évêque coadjuteur de Sées        |
| 20/06/1974 | 12/06/1978 | France    | Guy Herbulot                | Évêque auxiliaire de Reims       |
| 30/06/1979 | 08/04/1986 | Australie | Bede Vincent Heather (en)   | Évêque auxiliaire de Sydney      |
| 21/06/1986 | 16/12/1993 | France    | Albert Rouet                | Évêque auxiliaire de Paris       |
| 16/02/2002 |            | Italie    | Adriano Tomasi (es)         | Évêque auxiliaire de Lima        |